# سان كوينتين دي ميديونا
بلدية سانت كينتي دي ميديونا (بالكاتالانية: Sant Quintí de Mediona) هي إحدى بلديات مقاطعة برشلونة, والتي تقع في منطقة كاتالونيا، شرق إسبانيا.
يبلغ عدد سكانها 2.131 نسمة وفقاً لإحصائية سنة (2007).